# Darmistus
Darmistus is een geslacht van wantsen uit de familie van de Alydidae (Kromsprietwantsen). Het geslacht werd voor het eerst wetenschappelijk beschreven door Stål in 1860.

## Soorten
Het genus bevat de volgende soorten:

- Darmistus crassicornis Van Duzee, 1937
- Darmistus duncani Van Duzee, 1937
- Darmistus subvittatus Stål, 1859